# Galibi (Suriname)
Galibi est un ressort situé dans le district de Marowijne, au Suriname. Lors du recensement de 2012, sa population s'élève à 741 habitants.